# Downgrade
Downgrade (englisch downgrade = zurückstufen) ist der gegenteilige Vorgang zum Upgrade. In der Technik bezeichnet der Begriff die Rücknahme einer bereits durchgeführten technischen Verbesserung. Sehr verbreitet ist dieser Vorgang im Zusammenhang mit Software. Im Zusammenhang mit der wirtschaftlichen Entwicklung Anfang des 21. Jahrhunderts wurde der Begriff im deutschen Sprachraum auch häufig für die Herabstufung von Kreditnehmern durch Ratingagenturen genutzt.

## Technischer Zweck
Stellt sich eine technische Verbesserung in der Anwendung als (noch) nicht brauchbar heraus, kann der Weg des Downgrades gewählt werden. Diese Unbrauchbarkeit trotz Verbesserung kann verschiedene Gründe haben, zum Beispiel:
- mangelnde Ausgereiftheit, deren Nachteile die Vorteile der Verbesserung überwiegen
- mangelnde Akzeptanz beim Benutzer
- rechtliche Probleme

Oft ist der erreichte Zustand nur vorübergehend, bis die Gründe für das Downgrade aufgehoben sind.

## Software
Im Zusammenhang mit Software spricht man von einem Downgrade, wenn eine bereits installierte Version einer Software durch eine ältere Version derselben Software ersetzt wird. Gründe hierfür können sein:
- Kompatibilitätsprobleme der neuen Softwareversion mit anderen eingesetzten Programmen
- entfernte Funktionen
- man benötigt noch mehr Vorlaufzeit zur Umstellung der Prozesse auf die neue Version, als erwartet
- die neue Softwareversion wird als noch nicht ausgereift oder unzureichend getestet angesehen
- Die ältere Version verbraucht weniger Systemressourcen. Das kann insbesondere bei leistungsschwachen Rechnern (z. B. Netbooks oder ältere Rechner) ein Motiv sein.

### Downgrade von Lizenzen kommerzieller Software
Mit Erscheinen einer aktualisierten Version einer Software bieten viele Hersteller die vorherigen Softwareversionen nicht mehr an. Jedoch kann es für einige Kunden die Notwendigkeit geben, zumindest vorübergehend noch neue Lizenzen der Vorgängerversion zu erwerben, z. B. im Zusammenhang mit der Anschaffung neuer Computer. Der Hersteller bietet dem Kunden dann ggf. zwar die neue Version der Software an, erlaubt ihm aber gleichzeitig noch die Installation der Vorgängerversion. Der Kunde kann dann zu einem späteren Zeitpunkt, der ihm geeignet erscheint, ohne Neulizenzierung auf die neuere Softwareversion umsteigen.
Das Downgrade-Recht ist nicht generell gegeben, es muss in den Lizenzbedingungen (EULA) der Software ausdrücklich enthalten sein. Außerdem darf pro einzelne Lizenz weiterhin nur eine der Softwareversionen eingesetzt werden – dieses Recht stellt also keine Vervielfachung des Lizenzvolumens dar.
Ein Downgrade-Recht ist bei Software für Geschäftskunden verbreiteter als bei Software für Privatkunden. So erlaubt beispielsweise Microsoft in der Business-Version von Windows Vista ein Downgrade auf Windows XP Professional.